# Nowo seło (obwód Wielkie Tyrnowo)
Nowo seło (bułg. Ново село) – wieś w Bułgarii, w obwodzie Wielkie Tyrnowo, w gminie Wielkie Tyrnowo. W 2024 roku liczyła 490 mieszkańców.

## Osoby związane z miejscowością

### Urodzeni
- Matej Preobrażenski (1828–1875) – bułgarski duchowny; jeden z najbliższych towarzyszy apostoła Wasiła Lewskiego
- Iwan Stefanow (1893–?) – bułgarski czetnik Georgiewa Sugarewa[2]